# 科馬拉帕

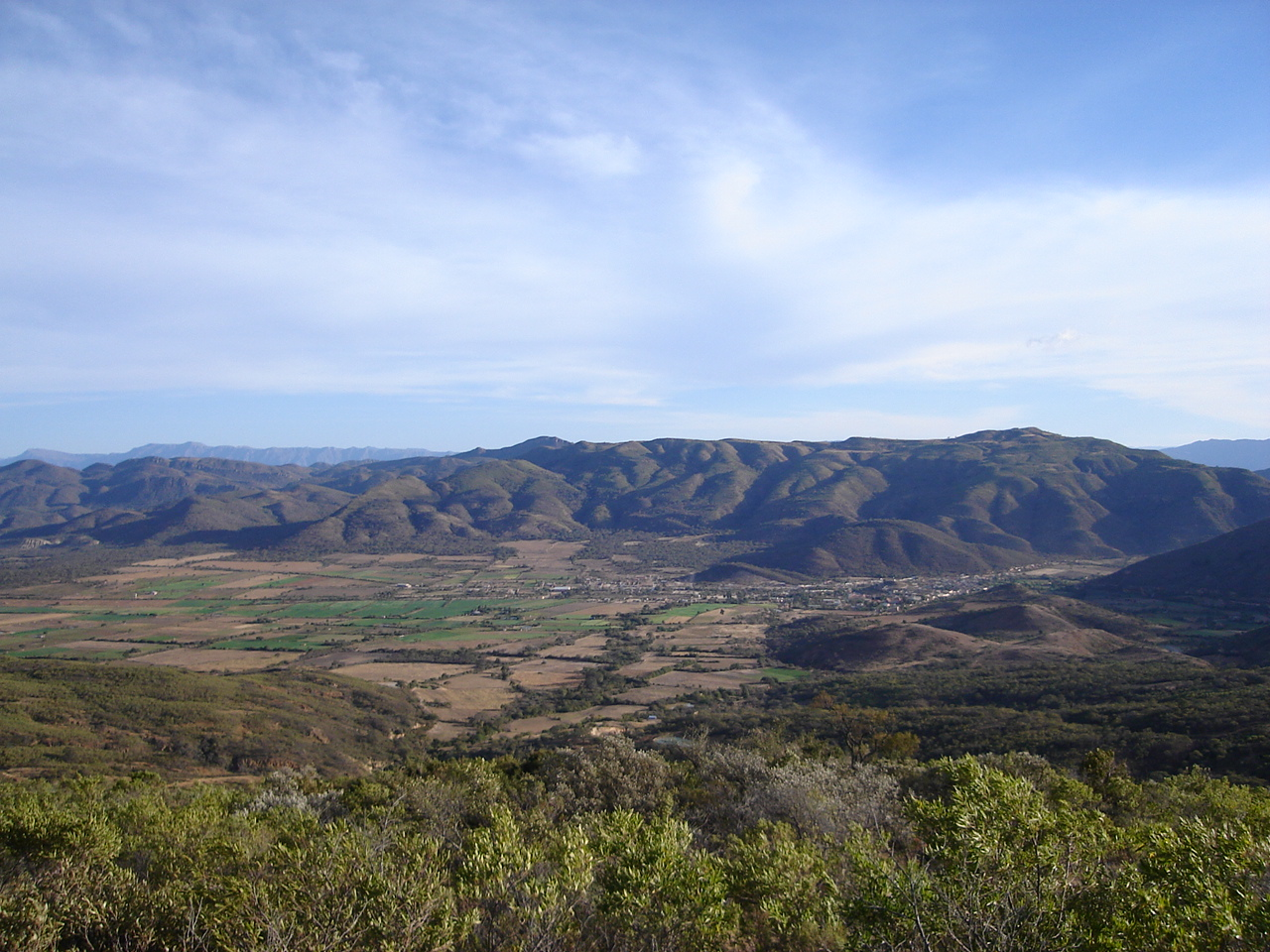

科馬拉帕是玻利維亞的城鎮，由聖克魯斯省負責管轄，位於該國中部，距離首府聖克魯斯241公里，始建於1615年6月11日，海拔高度1,825米，每年平均降雨量640毫米，2009年人口5,793。
17°54′S 64°29′W / 17.900°S 64.483°W